# Agrias inca
Agrias inca är en fjärilsart som först beskrevs av Paskevsky 1941 (1940.  Agrias inca ingår i släktet Agrias och familjen praktfjärilar. Inga underarter finns listade i Catalogue of Life.